# Jefre Vargas
Jefre José Vargas Belisario (sinh ngày 12 tháng 1 năm 1995) là một cầu thủ bóng đá người Venezuela thi đấu ở vị trí hậu vệ phải cho Arouca, cho mượn từ Caracas.

## Danh hiệu
- Copa Venezuela: 2013